# Dario Hunter
Pour les articles homonymes, voir Hunter.
Dario David Hunter (né en 1983), également connu sous le nom Yisroel Hunter, est considéré comme le premier chiite converti au judaïsme ordonné rabbin,. 
Le 25 août 2012, Hunter a été ordonné rabbin par le Jewish Spiritual Leaders Institute à New York. Hunter est ouvertement gay et a été élevé par son père chiite iranien et sa mère afro-américaine dans le New Jersey. Il s'est converti au judaïsme, d'abord par judaïsme réformé et ensuite à travers un processus orthodoxe.
Ancien avocat spécialiste de l'environnement en Israël, il vit actuellement à Youngstown, Ohio et est rabbin au collège de Wooster,.
À l'élection générale de 2015, il a été élu au conseil scolaire de Youngstown en tant que candidat write-in.
Le 18 février 2019, il était annoncé qu'il était candidat à l'investiture du Parti Vert pour l'élection présidentielle américaine de 2020.